# وزارة التعليم (روسيا)
وزارة التعليم في الاتحاد الروسي ( الروسية: Министерство просвещения Российской Федерации ) هي وزارة تابعة للحكومة الروسية مسؤولة عن التعليم فضلا عن وظائف تقديم الخدمات العامة وإدارة ممتلكات الدولة في مجال التعليم العام ومقرها موسكو.
تشكلت وزارة التعليم في الاتحاد الروسي في مايو 2018 حيث كانت جزء من وزارة التعليم والعلوم التي كانت موجودة في 2004-2018، ثم انفصلت الى وزارتين وزارة العلوم و وزارة التعليم كهيئات منفصلة.

## تاريخ التأسيس
كانت أول إدارة حكومية في مجال التعليم في الإمبراطورية الروسية هي لجنة إنشاء المدارس العامة، التي تأسست عام 1782 ثم أُنشئت وزارة التعليم العام للإمبراطورية الروسية في 8 سبتمبر 1802 في عهد الامبراطور ألكسندر وفي 1817-1824 انضمت المديرية الرئيسية للشؤون الدينية للطوائف الأجنبية، وسُميت بوزارة الشؤون الدينية والتعليم العام وفي عهد الاتحاد الروسي عام 1946 أعيدت تسميتها وزارة التعليم في روسيا الاتحادية الاشتراكية السوفيتية وبعد تفكك الاتحاد السوفيتي عام 1991أصبحت وزارة التعليم في روسيا الاتحادية الاشتراكية السوفياتية وزارة التعليم في الاتحاد الروسي وفي 2018، وافق الرئيس الروسي فلاديمير بوتين على هيكلة الحكومة الجديدة التي اقترحها رئيس الوزراء الروسي ديمتري ميدفيديف حيث انقسمت وزارة التعليم والعلوم في الاتحاد الروسي إلى إدارتين : وزارة التعليم ووزارة العلوم.